# Schorn (Rhön)
Der Schorn ist ein 559,1 m ü. NHN hoher, kegelförmiger Berg  im Wartburgkreis in Thüringen.
Der Berg befindet sich am Südrand des Öchsetals in der Gemarkung des Ortes Oechsen in der Rhön, etwa 5 km westlich von Dermbach. An der Westseite des Berges befindet sich die durch Wall und Gräben belegte mittelalterliche Burgstelle der Schöneburg. 